# Sula fyr
Sula fyr ligger i fiskerlejet Sula i Frøya i Sør-Trøndelag fylke i Norge.
Fyrstationen har en speciel forhistorie med to opførte fyrtårne fra 1793 og 1804, før det nuværende ottekantede betonårn med stort lygtehus blev bygget i 1909. Fyret blev bygget på øens højeste punkt, Sulahaugen, 35 meter over havet.
Sula fyr er en del af fyrkæden i ørækken ud for Frøya, med Sula fyr i syd, derefter Vingleia fyr, Finnvær fyr og længst mod nord Halten fyr.
Sula fyr blev automatiseret i 1974. Det blev i efteråret 2005 købt af Stiftelsen Sula Fyr, som restaurerer fyrvogterboligen, udhuset ved fyret og tilhørende bådhus.
Stiftelsen ejer også den nedlagte sygestue på Sula; fyrvogterboligen og sygestuen skal bruges til overnatning for turister og som havlejrskole.

## Ekstern henvisninger
- Wikimedia Commons har flere filer relateret til Sula fyr
- Sula fyr på Riksantikvarens hjemmeside kulturminnesok.no
- Opplevsula.no Arkiveret 8. oktober 2007 hos  Wayback Machine
- kystverket: norsk fyrliste 2014 Arkiveret 12. juni 2018 hos  Wayback Machine
- sulafyr.no Arkiveret 22. december 2014 hos  Wayback Machine